# 科爾比·史蒂文森
科爾比·史蒂文森（英語：Colby Stevenson，1997年10月3日—），美國自由式滑雪運動員，他代表美國隊參加了中國舉行的2022年冬季奧林匹克運動會，並且在男子大跳台比賽上獲得銀牌。